# Elvis (Rose Villain, Guè e Sixpm)
Elvis è un singolo della cantante italiana Rose Villain, del rapper italiano Guè e del DJ producer Sixpm, pubblicato il 2 luglio 2021 come primo estratto dal primo album in studio di Rose Villain Radio Gotham.

## Video musicale
Il video, diretto da The Astronauts, è stato reso disponibile il 6 agosto 2021.

## Tracce
Testi e musiche di Rosa Luini, Cosimo Fini e Andrea Ferrara.
1. Elvis – 2:52

## Classifiche
| Classifica (2021) | Posizione massima |
| ----------------- | ----------------- |
| Italia            | 97                |